# Za Moravu
Za Moravu je neziskový nevládní spolek působící na území České republiky, v němž se sdružují zájemci o zachování kulturního dědictví Moravy podílející se na historickém bádání. Spolek má charakter studijní, dokumentační a vlastivědný.

## Vznik
Spolek byl založen jako reakce na počínání moravského hnutí. Jednatelem sdružení je Pavel M. Josífek. Ten v roce 2013 zaslal redakci časopisu Veřejná správa dopis, jímž vyvolal rozsáhlou diskusi k tématu vyvěšování moravské vlajky 5. července na Moravě. Následně v časopise vyšlo vyjádření Ivana Štarhy k moravským symbolům (Veřejná správa číslo 9/2013) a stanovisko Vladimíra Růžka (Veřejná správa číslo 10/2013), jež měly být představitelům samospráv rozhodujícím se pro vyvěšení moravské vlajky na radnicích oporou při úvaze a následném rozhodnutí o vyvěšení vlajky v den sv. Cyrila a Metoděje (Den slovanských věrozvěstů Cyrila a Metoděje).
Dne 10. července 2014 pak hejtmanovi Jihomoravského kraje Michalu Haškovi adresoval otevřený dopis, jímž reagoval na jeho stanovisko ze dne 27. června 2014, a také na článek Jihomoravského kraje ze 7. července 2014 vydaný v Parlamentních listech. Ten se zabýval problematikou moravské vlajky a zvláště pak její podoby, za niž se postavila Moravská národní obec, a je používána mimo jiné politickou stranou Moravané. Na budově jihomoravského krajského úřadu byla od 5. července 2014 vyvěšována žlutočervená bikolóra s červeno-žlutě šachovanou orlicí se žlutou korunou a zbrojí a se žlutým jazykem v modrém poli štítu uprostřed listu vlajky. Tato vlajka zde od roku 2021 vyvěšována není, je vyvěšován modrý prapor s bíločerveně šachovanou orlicí.

## Cíle
Cílem spolku je studium historie a kulturního dědictví ve vztahu k Moravě, spolupráce s odborníky příslušných odvětví, historiky, archiváři, muzejníky, archeology, heraldiky, vexilology, sfragistiky, spisovateli a dalšími v Česku i v zahraničí.
V otázce samostatnosti Moravy je činnost tohoto občanského sdružení neutrální, a to i vzhledem k tomu, že nemá politické cíle.

## Činnost
V roce 2013 spolek navrhl změnu názvu javořinských slavností (přátelská schůzka Moravanů a Slováků na Javořině, dnes jako Slavnosti bratrství Čechů a Slováků na Velké Javořině).
Někteří členové se též sami zúčastňují odborných přednášek a domácích i mezinárodních vědeckých konferencí, např. archeologických, heraldických, vexilologických a genealogických.

## Současnost
Z iniciativy Moravské národní obce začaly od roku 2010 některé městské a obecní úřady na Moravě, některé ojediněle dokonce i ve Slezsku, v Čechách a na Slovensku vyvěšovat 5. července variantu moravské vlajky, která je předmětem kritiky části odborné i laické veřejnosti. Podle heraldika Karla Müllera tato vlajka neprošla odbornou diskusí a nemá proto podle něj význam. Mezi časté námitky patří i historická podpora žluto-červených zemských barev výhradně moravskými Němci, zatímco česky mluvící Moravané upřednostňovali bílo-červeno-modrou trikolóru. Podle spolku Moravská národní obec je nejrozšířenější vyvěšovanou vlajkou vlajka žluto-červená se žluto-červeně šachovanou orlicí s červeným jazykem a žlutou korunou a zbrojí v modrém poli štítu. Podle spolku Za Moravu to už dávno neplatí. Kromě toho spolek Za Moravu nepovažuje žlutočervenou vlajku s žlutočervenou orlicí za moravskou. Za jedinou možnou moravskou vlajku spolek Za Moravu považuje modrou vlajku s červenobílou orlicí.